# Pseudomiopteryx
Pseudomiopteryx es un género de mantis (insecto del orden Mantodea) de la familia Thespidae. Es originario de América.

## Especies
Contiene las siguientes especies:
- Pseudomiopteryx amazonensis
- Pseudomiopteryx bogotensis
- Pseudomiopteryx columbica
- Pseudomiopteryx decipiens
- Pseudomiopteryx festae
- Pseudomiopteryx guyanensis
- Pseudomiopteryx infuscata
- Pseudomiopteryx maculata
- Pseudomiopteryx meridana
- Pseudomiopteryx spinifrons